# Srđan Budisavljević
Srđan Budisavljević (Slavonska Požega, 1883. – Zagreb, 1968.), hrvatski odvjetnik i političar srpske nacionalnosti. Brat kirurga Julija Budisavljevića. Iz ugledne je ličke obitelji Budisavljević.

## Djelatnost do 1918.
Od 1906. zastupnik Hrvatsko-srpske koalicije u Hrvatskom saboru. Jedan od branitelja u zagrebačkom Veleizdajničkom procesu 1909. (na kojem je trebao biti jedan od optuženih, ali ga je sačuvao zastupnički imunitet). 
Kasnije istupa iz Koalicije zbog njene nagodbenjačke politike. Od početka 1918. sudjeluje u akciji političkog okupljanja (tzv. "nacionalne koncentracije") stranaka i skupina iz Hrvatske, Slovenije i Bosne i Hercegovine, koje podržavaju stvaranje jugoslavenske državne zajednice. Pokreće glasilo Glas Slovenaca, Hrvata i Srba koji izlazi od 1. siječnja 1918.
U listopadu 1918. sudjeluje u osnivanju Narodnog vijeća Slovenaca, Hrvata i Srba i biva izabran za njegovog tajnika.

## Predsjednik Samostalne demokratske stranke
Nakon smrti Svetozara Pribićevića 1936. predsjednik je Samostalne demokratske stranke (SDS) i jedan od prvaka Seljačko-demokratske koalicije. Nakon potpisivanja Sporazuma Cvetković-Maček 1939. postaje ministar socijalne politike u vladi Kraljevine Jugoslavije.

## Državni udar, Travanjski rat, emigracija
Na vijest da Jugoslavija pristupa Trojnom paktu, podnio je 24. ožujka 1941. ostavku u vladi. Tri dana kasnije, nakon vojnog udara generala Dušana Simovića, prihvaća mjesto ministra unutrašnjih poslova u Simovićevoj vladi. Jedan od poslova koje je u tom svojstvu obavio bilo je uništavanje kartoteke članova Komunističke partije, da ne padne u ruke nacistima. (Petranović 2, str. 94)
Nakon napada sila osovine na 
Jugoslaviju (vidi članak Travanjski rat) zajedno s većinom ostalih članova vlade 15. travnja zrakoplovom iz Nikšića odlazi u emigraciju. Ostaje član emigrantskih vlada sve do lipnja 1944., kada kralj nakon snažnog pritiska Saveznika raspušta vladu i za njenog predsjednika, s mandatom da u dogovoru s predsjednikom Nacionalnog komiteta oslobođenja Jugoslavije Josipom Brozom Titom imenuje novu. Budisavljević je na Šubašićev upit odgovorio da mu daje moralnu potporu, ali da ne vjeruje u uspjeh njegovog poduhvata i neće ući u njegovu vladu. (Šepić, str. 176-177 i 211)

### Kraljevski namjesnik
U siječnju 1945. u pregovorima između predsjednika kraljevske vlade Ivana Šubašića i predsjednika Nacionalnog komiteta oslobođenja Jugoslavije (NKOJ) Josipa Broza Tita postignut je sporazum da se imenuje tročlano Namjesničko vijeće (jedan Srbin, jedan Hrvat i jedan Slovenac) koje će zastupati kralja Petra II. za njegove odsutnosti iz zemlje (jer je po odlukama Drugog zasjedanja AVNOJ-a kralju do daljnjeg bio zabranjen povratak u zemlju), tj. do odluka o unutrašnjem uređenju države koje će donijeti Ustavotvorna skupština. Nakon dugotrajnog pritiska od stranke Britanaca i Amerikanaca da prihvati svršeni čin ili će sve odlučiti i bez njega, Petar je 2. ožujka 1945. imenovao Namjesničko vijeće, u kojem je bio i Budisavljević. 
Namjesnici su odmah otputovali u Beograd gdje su 5. ožujka Šubašić i NKOJ predali ostavke, a namjesnici su istog popodneva mandat za sastav nove vlade povjerili Titu. Nova vlada Demokratske federativne Jugoslavije je 7. ožujka položila zakletvu pred Namjesništvom (ali samo narodu, a ne i kralju). U ime Budisavljevićeve SDS u vladu je ušao Sava Kosanović. 
Namjesništvo je nastavilo postojati kao formalni čuvar kraljevih ovlaštenja, ali bez realnog utjecaja. Budisavljević se, kao ni drugi članovi namjesništva, nije upletao u politička zbivanja, niti pokušavao ograničiti apsolutnu moć i teror komunista. (Radelić, str. 46 i 65) Namjesništvo prestaje postojati odlukom Ustavotvorne skupštine 30. studenoga 1945. o ukidanju monarhije.
Napisao memoarsko djelo Stvaranje države Srba, Hrvata i Slovenaca, 1958.

## Galerija
- Grobna ploča obitelji Srđana Budisavljevića, Mirogoj, Zagreb
- Grob obitelji Srđana Budisavljevića
- Grob obitelji Srđana Budisavljevića, pogled na pravoslavnu kapelu na Mirogoju